# ارنست، آرشیدوک اتریش
ارنست، آرشیدوک اتریش (آلمانی: Ernst von Österreich) پسر ماکسیمیلیان دوم، امپراتور مقدس روم و ماریای آستوریاس بود.